# Hirtella insignis
Hirtella insignis là một loài thực vật có hoa trong họ Cám. Loài này được Briq. ex Prance mô tả khoa học đầu tiên năm 1972.